# Le Fauve (film, 1961)
Pour les articles homonymes, voir Fauve (homonymie).
Pour plus de détails, voir Fiche technique et Distribution.
Le Fauve (Dúvad) est un film hongrois réalisé par Zoltán Fábri, sorti en 1961.

## Synopsis
Un fermier coureur de jupons est contraint de rejoindre une ferme communale dirigée par un jeune homme marié à une de ses anciennes amantes.

## Fiche technique
- Titre : Le Fauve
- Titre original : Dúvad
- Réalisation : Zoltán Fábri
- Scénario : Zoltán Fábri et Imre Sarkadi
- Musique : György Ránki
- Photographie : Ferenc Szécsényi
- Montage : Ferencné Szécsényi
- Société de production : Hunnia Filmstúdió
- Pays :  Hongrie
- Genre : Drame
- Durée : 96 minutes
- Dates de sortie : 
  -  Hongrie : 25 mai 1961

## Distribution
- Ferenc Bessenyei : Ulveczki Sándor
- Tibor Bitskey : Gál Jani
- Mária Medgyesi : Monoki Zsuzsi
- Béla Barsi : Bíró
- György Györffy : Balogh
- Pál Nádai : Földházi
- Sándor Siménfalvy : Monoki, le père de Zsuzsi
- Antal Farkas : Szûcs

## Distinctions
Le film a été présenté en sélection officielle en compétition au Festival de Cannes 1961.